# Zofia Radziwiłłówna
Zofia z Radziwiłłów Dorohostajska herbu Trąby (ur. 1577, zm. 1614) – arystokratka, bohaterka skandalu obyczajowego na progu XVII wieku.

## Rodzina i małżeństwa
Urodziła się jako najstarsza córka Mikołaja Radziwiłła wojewody nowogródzkiego i jego drugiej żony Heleny Hlebowiczówny Połńskiej (zm. 1583). Oboje jej rodzice byli gorliwymi wyznawcami kalwinizmu i w tym wyznaniu była wychowywana Zofia Radziwiłłówna. W 1594 roku została wydana za mąż za Jerzego Jurjewicza Chodkiewicza, starostę generalnego żmudzkiego, gorliwego katolika, pod wpływem którego zmieniała chyba wyznania. Małżeństwo to trwało bardzo krótko i na początku 1595 roku zmarł zarówno jej mąż jak i ich kilkumiesięczny synek Mikołaj.
Po owdowieniu powróciła na dwór brata Jerzego Radziwiłła i do kalwinizmu. Wkrótce potem, w 1597 roku wyszła za mąż za Krzysztofa Dorohostajskiego i osiadła w jego posiadłościach na Litwie. Małżeństwo choć początkowo dość udane, od początku borykało się z problemami: Krzysztof Dorohostajski niedomagał fizycznie, ciąże Zofii kończyły się poronieniami albo śmiercią dzieci w niemowlęctwie, wreszcie już wtedy Zofia zaczęła sobie dobierać kochanków.

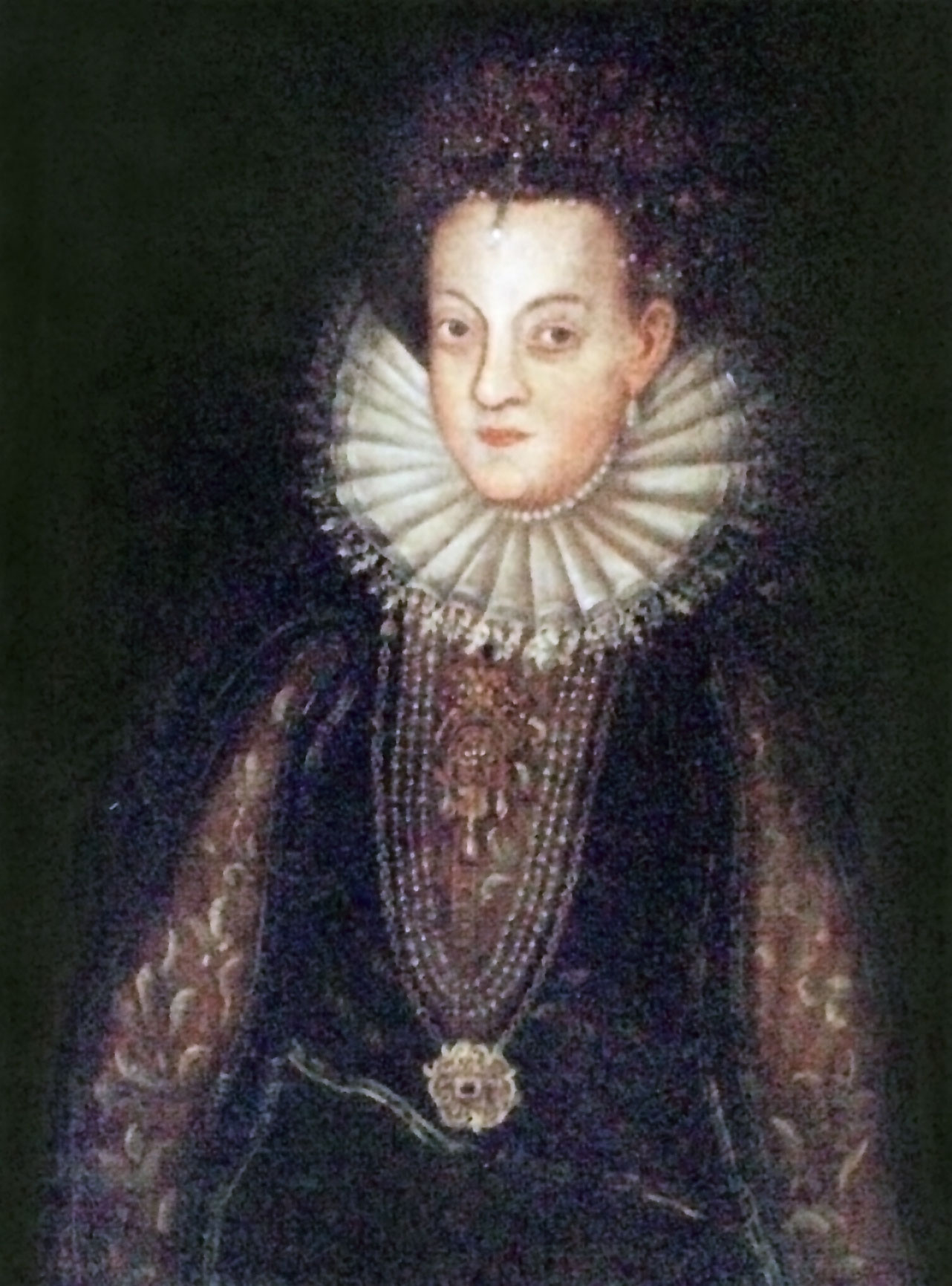

## Romans ze Stanisławem Tymińskim
Korzystając z zaangażowania politycznego męża i jego częstych nieobecności w domu, ok. 1606 Zofia nawiązała romans ze Stanisławem Tymińskim, marszałkiem dworu swojego męża. Kochankowie początkowo utrzymywali pozory, ale z czasem ich namiętność nie osłabła i swój romans kontynuowali nawet pod bokiem męża Zofii, gdy ten wrócił do Oszmiany Murowanej, oraz gdy przeniósł się z dworem do Dorohostajów na Wołyniu. Romans pomagała utrzymać w tajemnicy służąca Zofii i jej ochmistrzyni, niewątpliwie przerażone tym, co je czeka gdyby mąż ich pani się dowiedział. 
Jesienią 1607 roku Krzysztof Dorohostajski dowiedział się o zdradzie swojej żony i uwięził oboje kochanków. Początkowo chcąc zatuszować skandal napisał do jej braci i kuzynów list wyjaśniając okoliczności zajścia, ale był gotów do ustępstw i do zatuszowania sprawy ze względu na zarówno honor obu rodzin, jak i dobro kościoła kalwińskiego. Co do Tymińskiego, zaproponował szwagrowi pozbycie się go "dyskretnie". Radziwiłł odrzucił propozycję szwagra i ostatecznie Dorohostajski jako marszałek wielki wytoczył Tymińskiemu sfingowany proces o kradzież. Wiedząc co go czeka, Tymiński przyznał się do winy, zobowiązał do wyjazdu na Węgry (tego nigdy nie dotrzymał) i został wypuszczony na wolność. Zapewne nigdy więcej nie widział się już z Zofią, choć ku swojej wściekłości Dorohostajski natknął się na niego w 1609 roku i bezskutecznie próbował aresztować, za złamanie ugody.

## Ukaranie Zofii
Zofia została otoczona początkowo ścisłym nadzorem przez zdradzanego małżonka. Jego początkowa łagodność ustąpiła jednak miejsca furii, gdy jej brat Jerzy Radziwiłł, nie tyle zaczął bronić siostrę, co oskarżać zdradzonego męża o wywlekanie spraw intymnych na światło dzienne. Krzysztof zaproponował rozwód, na co kategorycznie nie chcieli się zgodzić Radziwiłłowie. Brat Zofii sugerował pojednanie i gwarantował jej wierność, ale do jednania małżonków się nie spieszył. Ostatecznie ta dość niewdzięczna rola przypadła Krzysztofowi II Radziwiłłowi. Rozmowy nie musiały być przyjemne, ale i samej Zofii zależało na uratowaniu swojego małżeństwa, które gdyby się rozpadło oznaczałoby jej totalną kompromitację. Ostatecznie w 1608 roku Krzysztof Dorohostajski zgodził się zrezygnować z rozwodu i przebaczyć Zofii. W okresie jego nieobecności (wyjeżdżał właśnie do Włoch) Zofia miała zamieszkać w Gdańsku i podlegać ścisłemu rygorowi. Nie wolno jej było spotykać się z nieznajomymi mężczyznami albo kobietami, wychodzić na miasto bez świty. Pozwolono jej tylko na okazjonalne przejażdżki karetą albo łodzią po zatoce. Na nabożeństwo do zboru mogła chodzić tylko w niedzielę, a w tygodniu miała się modlić sama w domu. 
W takim reżimie Zofia przebywała w Gdańsku zapewne do 1609 roku. W tym czasie musiała się chyba skarżyć bratu, który bezskutecznie wstawiał się za nią u jej męża, pisząc, że żyje "jakoby w więzieniu." Choć w 1609 roku Zofia powróciła na Litwę, to jednak wyjeżdżający na kolejną kampanię wojenną mąż, znów poddał ją ostremu reżimowi. Rezydowała wtedy w Oszmianie Murowanej, siedzibie litewskich dóbr Dorohostajskich.

## Ostatnie lata
Do prawdziwego pojednania między małżonkami doszło dopiero po powrocie Krzysztofa Dorohostajskiego z kampanii smoleńskiej i kuracji w Cieplicach w 1612 roku. Zofia odzyskała swobodę, zresztą blisko pięć lat ostrego reżimu dało jej sporo czasu do namysłu. W 1614 roku była znowu w ciąży i wybrała się do posiadłości Dorohostajskich na Wołyniu. Podróż i upalne lato jednak wyczerpały Zofię i po przedwczesnym urodzeniu syna Władysława zmarła dzień później w gorączce popołogowej. Została pochowana w podziemiach zboru kalwińskiego w Dorohostajach. 
Choć jej syn nie pamiętał ani matki ani ojca i był wychowywany na kalwińskim dworze Leszczyńskich w Lesznie, to musiał być do niej bardzo przywiązany. W swoim testamencie wyraził życzenie bycia pochowanym właśnie przy niej, a nie przy ojcu w Oszmianie, oraz swoją jedyną córkę, nazwał na cześć matki.